# Saison 2009 de la Currie Cup Premier Division
Navigation
Currie Cup 2008 Currie Cup 2010
La saison 2009 de la Currie Cup Premier Division voit s'affronter les huit meilleures provinces d'Afrique du Sud du 10 juillet au 31 octobre 2009. La compétition est en deux phases. Lors de la première phase de la compétition, les équipes s'affrontent en matchs aller-retour. Les quatre premières sont qualifiées pour les demi-finales. L'équipe classée première affronte celle classée quatrième, et l'équipe classée seconde affronte celle classée troisième. Les deux dernières équipes de la phase régulière affrontent les deux meilleures équipes de la First Division en match de barrage aller-retour pour garder leur place en Premier Division.
La compétition est remportée par les Blue Bulls qui battent les Free State Cheetahs 36-24 en finale avec notamment 21 points de Morné Steyn décisif pour le gain du match tout comme Fourie du Preez à l'origine des trois essais de son équipe. Les Boland Cavaliers perdent leur place dans la Premier Division au profit des Pumas alors que les Leopards conservent leur place.

## Équipes participantes
La compétition oppose pour la saison 2009 les huit meilleures provinces sud-africaines de rugby à XV :
| - Blue Bulls - Boland Cavaliers - Free State Cheetahs - Golden Lions | - Griqualand West Griquas - Leopards (promu) - Natal Sharks - Western Province |

## Classement de la phase régulière
| Rang | Province            | J  | V  | N | D  | Bo | Bd | Pm  | Pe  | Diff | Pts |
| ---- | ------------------- | -- | -- | - | -- | -- | -- | --- | --- | ---- | --- |
| 1    | Natal Sharks (T)    | 14 | 12 | 0 | 2  | 6  | 0  | 424 | 231 | +193 | 54  |
| 2    | Western Province    | 14 | 10 | 0 | 4  | 7  | 3  | 445 | 226 | +219 | 50  |
| 3    | Blue Bulls          | 14 | 9  | 0 | 5  | 6  | 4  | 475 | 299 | +176 | 46  |
| 4    | Free State Cheetahs | 14 | 8  | 0 | 6  | 6  | 2  | 485 | 280 | +205 | 40  |
| 5    | Griquas             | 14 | 8  | 0 | 6  | 7  | 1  | 404 | 447 | -43  | 40  |
| 6    | Golden Lions        | 14 | 7  | 0 | 7  | 3  | 6  | 391 | 292 | +99  | 37  |
| 7    | Leopards (P)        | 14 | 1  | 0 | 13 | 1  | 1  | 258 | 582 | -324 | 6   |
| 8    | Boland Cavaliers    | 14 | 1  | 0 | 13 | 0  | 1  | 179 | 704 | -525 | 5   |

|  | Qualifiés pour la phase finale (no 1, no 2, no 3, no 4).                                                      |
|  | Disputent les matchs de barrage pour la promotion-relégation en First Division de la Currie Cup (no 8, no 8). |
|  | T : Tenant du titre 2008 • P : Promu 2008                                                                     |

Attribution des points : victoire sur tapis vert : 5, victoire : 4, match nul : 2, défaite : 0, forfait : -2 ; plus les bonus (offensif : 4 essais marqués ; défensif : défaite par 7 points d'écart maximum).
Règles de classement : ?

## Résultats des rencontres de la phase régulière
L'équipe qui reçoit est indiquée dans la colonne de gauche.
| Province            | BLU   | BOL   | FSC   | GRI   | GOL   | LEO   | NAT   | WES   |
| ------------------- | ----- | ----- | ----- | ----- | ----- | ----- | ----- | ----- |
| Blue Bulls          |       | 50-18 | 30-27 | 19-13 | 61-27 | 40-11 | 23-29 | 30-22 |
| Boland Cavaliers    | 16-72 |       | 10-55 | 13-19 | 23-31 | 26-18 | 3-48  | 7-38  |
| Free State Cheetahs | 24-15 | 59-8  |       | 20-16 | 18-28 | 60-17 | 12-21 | 33-31 |
| Griquas             | 24-25 | 80-7  | 13-58 |       | 36-31 | 36-11 | 30-45 | 33-32 |
| Golden Lions        | 20-13 | 88-15 | 31-22 | 19-23 |       | 31-13 | 19-30 | 27-25 |
| Leopards            | 24-61 | 50-16 | 17-71 | 19-40 | 33-34 |       | 15-44 | 3-37  |
| Natal Sharks        | 19-13 | 46-10 | 24-13 | 19-17 | 41-6  | 34-20 |       | 9-21  |
| Western Province    | 25-19 | 50-7  | 19-13 | 25-20 | 43-3  | 48-7  | 29-15 |       |

|  | Victoire à domicile |  | Match nul |  | Défaite à domicile |

## Phase finale
|  | Demi-finales                              | Demi-finales                          |                         |    | Finale                                             | Finale                                             |
|  | Demi-finales                              | Demi-finales                          |                         |    | Finale                                             | Finale                                             |
|  |                                           |                                       |                         |    |                                                    |                                                    |
|  | 17 octobre 2009, ABSA Stadium, Durban     | 17 octobre 2009, ABSA Stadium, Durban |                         |    | 31 octobre 2009, Loftus Versfeld Stadium, Pretoria | 31 octobre 2009, Loftus Versfeld Stadium, Pretoria |
|  | 17 octobre 2009, ABSA Stadium, Durban     | 17 octobre 2009, ABSA Stadium, Durban |                         |    | 31 octobre 2009, Loftus Versfeld Stadium, Pretoria | 31 octobre 2009, Loftus Versfeld Stadium, Pretoria |
|  | [1] Natal Sharks                          | 21                                    |                         |    | 31 octobre 2009, Loftus Versfeld Stadium, Pretoria | 31 octobre 2009, Loftus Versfeld Stadium, Pretoria |
|  | [1] Natal Sharks                          | 21                                    |                         |    | 31 octobre 2009, Loftus Versfeld Stadium, Pretoria | 31 octobre 2009, Loftus Versfeld Stadium, Pretoria |
|  | [4] Free State Cheetahs                   | 23                                    |                         |    | 31 octobre 2009, Loftus Versfeld Stadium, Pretoria | 31 octobre 2009, Loftus Versfeld Stadium, Pretoria |
|  | [4] Free State Cheetahs                   | 23                                    | [4] Free State Cheetahs | 24 |                                                    |                                                    |
|  | 17 octobre 2008, Newlands Stadium, Le Cap |                                       | [4] Free State Cheetahs | 24 |                                                    |                                                    |
|  |                                           | [3] Blue Bulls                        | 36                      |    |                                                    |                                                    |
|  | [2] Western Province                      | [3] Blue Bulls                        | 36                      | 19 |                                                    |                                                    |
|  | [2] Western Province                      |                                       |                         | 19 |                                                    |                                                    |
|  | [3] Blue Bulls                            | 21                                    |                         |    |                                                    |                                                    |
|  | [3] Blue Bulls                            | 21                                    |                         |    |                                                    |                                                    |

## Promotion-relégation
Les Leopards se maintiennent en Premier Division, les Pumas sont promus à la suite des matchs de barrage aller-retour :
- Leopards – Eagles : 47 – 42 / 17 – 18
- Pumas – Boland Cavaliers : 35 – 36 / 40 – 3